# Tettigonia bistriata
Tettigonia bistriata är en insektsart som beskrevs av Melichar 1902. Tettigonia bistriata ingår i släktet Tettigonia och familjen dvärgstritar. Inga underarter finns listade i Catalogue of Life.